# Китайська поезія

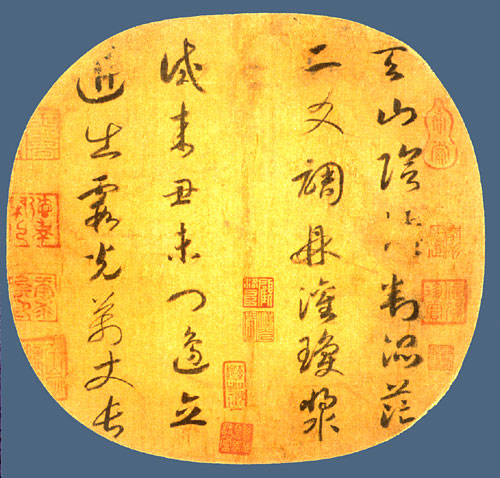
Чотиривірш «Про Небесні гори»,
автор десятий китайський імператор династії Сун Гао — Сунг (1107—1187, царював 1127—1162)

Кита́йська пое́зія — одна з найдавніших національних поетичних традицій у світі. Традиційна поезія Китаю, відома протягом трьох тисячоліть, розділена на жанри: «ши» (кит.: 诗), «ци» (кит.: 词) і «цюй» (кит.: 曲), а також «фу» (кит.: 赋). З початку XX століття існує також розвинена поезія, заснована на західній традиції.

## Давня поезія (XIст. дон.е.— IIст. н.е.)
Говорячи про час виникнення та ствердження в Китаї поетичної традиції, і старі китайські вчені, і сучасні дослідники в цілому одностайно співвідносять ці процеси з епохою династії Чжоу (XI—III ст. до н. е.). Саме тоді, на рубежі VI—V століть до н. е., побачив світ перший для Китаю літературно-поетичний пам'ятник — антологія «Ши Цзін» (кит.: 诗经; «Книга пісень»), поява якої свідчить і про складання відносно чітко оформлених поетологічних концепцій.
До збірника ввійшли народні пісні, ритуальні гімни як віддзеркалення світу почуттів і вірувань прадавніх людей. З тогочасним життям знайомлять обрядові, хвалебні пісні та оди «Ши Цзіну». Як заявляють дослідники, ця збірка мала вплив на подальший реалістичний розвиток китайської поезії наступних епох.
Пісенно-лірична ритмізована мова, символічні образи і багатозначні поняття прослідковуються у «Книзі Шляху і Чесноти» (кит.: 道德经) Лао-цзи (VI ст. до н. е.). До ранніх творів належать і байки, що засновані на народних міфах та легендах у трактаті «Сюньцзи» (кит.: 荀子) (ІІІ ст. до н. е.).
Першим видатним індивідуальним поетом китайської давнини був Цюй Юань, який зобразив яскраві міфологічні образи у поемах «Скорбота відчуженого», «Питання до неба», «Дев'ять мелодій». Творчість Цюй Юаня є першим прикладом авторської обробки народних (ритуальних) пісень. Цюй Юаня справив вплив на свого сучасника Сун Юя, що позначився на поемах «Покликання душі», «Чарівна діва».
Пізніше — в IV—III столітті до н. е. — позначилася ще одна старокитайська літературно-поетична традиція, що належить до культури південного регіону стародавнього Китаю і представлена особливим різновидом поетичних творів, відомим як «Чуські строфи» (кит.: 楚辞). Згідно з Ван І (Wang Yi, 3 ст. н. е.), Цюй Юаню можуть належати до 25-ти творів, велика частина яких збереглася в зводі «Чуські Строфи». Антологія «Ши Цзін» і звід «Чуські строфи» є основоположними пам'ятниками не лише давньої, але й усієї в цілому китайської художньої словесності.
Літературні досягнення чжоуської епохи є лише один із проявів підйому духовного життя країни, які спостерігалися в VI—III ст. до н. е.. На зазначені сторіччя припадають утворення китайської писемної культури (створення численних і різноманітних письмових пам'яток), формування провідних філософських шкіл, починаючи з конфуціанської і даоської, становлення анналістичної традиції, розквіт образотворчого мистецтва.
У добу Хань (кит.: 汉代) (206 р. до н. е. — 220 р. н. е.) появився і широко розповсюдився прозопоетичний жанр «фу» (кит.: 賦). Ранні представники — Цзя І (201—169 рр. до н. е.), який створив поеми з даоським забарвленням «Плач по Цюй Юаню», «Ода про сову»; Мей Шен (?- 141 р. до н. е.) і його «Сім настанов». Найвизначнішим майстром у жанрі «фу» був — Сима Сянжу (кит.: 司马相如) (179—118 рр. до н. е.), автор ліричних поем «Палац Чаньмень» і «Красуня». До поетичного спадку ханської доби належать ародні пісні «юефу», в яких зображувалась любов і сімейне щастя. Так, юефу «Павичі летять на південний схід» став зразком епічної поезії в класичній китайській літературі, де зображено трагедію закоханої пари, розлученої батьківською волею. Сміливість і рішучість жінки у своїх діях — характерна риса цього і ряду наступних поетичних творів. Від «Книги пісень» пісні «юефу» відрізняв епічний елемент, сміливість асоціацій, майстерне застосування розгорнутих порівнянь. Жанр «юефу», зокрема п'ятискладовий вірш знайшов відображення й у елегійно-філософських «Дев'ятнадцяти древніх віршах». Також «юефу» мав вплив на творчість поетів наступних поколінь.

## Класична поезія

### Поезія раннього Середньовіччя (ІІІ— VII ст.)
Із розпадом ханської імперії, появою міжусобиць та зміцнення феодальних відносин, в Китай проникає і розповсюджується буддійське віровчення, яке мало вплив на розвиток літератури. До наших днів дійшло близько трьохсот віршів поетів того часу, перш за все «семи цзяньаньських мужів» і літераторів з дому Цао.

#### Дім Цао
Сім'я Цао — явище непересічне; Цао Цао (155—220) — полководець і засновник династії, його старший син Цао Пі (187—226) — імператор, молодший Цао Чжи (192—232) — правитель уділу, всі троє обдаровані люди, відомі поети, які віддали літературі багато сил та відчули вплив «юефу» на власну творчість. Став крилатим вислів танського поета Юань Чженя (779—831), що вірші Цао Цао писав в сідлі зі списом наперевіс.
Твори Цао Пі мало чим схожі на рядки батька, вони м'якші, спокійніші. Прогулянки та бенкети, роздуми про тлінність життя — теми багатьох його віршів. Цао Пі був майстром пейзажу, тонким ліриком. Його називали «поетом з жіночою душею».
Великі заслуги Цао Пі в галузі літературної критики. Його ім'я прославив трактат «Роздуми про красне письменство», в якому він спробував визначити місце і значення літератури і дав оцінку творчості окремих письменників.
|  | «Красне письменство, - писав він, - велика справа в управлінні державою, нетлінна, квітуча справа. Людський вік має межі, слава і радість закінчуються з відходом самої людини, вони обмежені в часі, їх не порівняєш з красним письменством, яке безмежне. Ось чому письменники давнини присвятили себе пензлю й туші, а думки їх відображені в їх книгах». |

Вірші молодшого брата — Цао Чжи — відрізнялися ліризмом, увагою до людини. Довгі роки поет піддавався гонінням з боку брата і на собі відчував тяготи вимушених мандрів. Цао Пі не міг примиритися з думкою про те, що талант Цао Чжи затьмарював його власний, і за це мстився йому. Одним з найзначніших творів Цао Чжи першого періоду був вірш «Білий скакун», де в образі мандрівного воїна поет зобразив себе, свої мрії про героїчні справах:
|  | «У Книзі героїв тих імена, хто батьківщині віддав своє серце». |

| Цао Цао | Цао Пі 7 століття, Янь Лібень | Цао Чжи |

#### «Сім мужів»
Поети, що входили до групи «семи мужів», в пору смути опинилися в самому вирі подій, перейнялися бідами народу. Створюючи правдиві вірші про тяготи походів, про поневіряння біженців і сиріт, поети відбили характерні особливості епохи; сміливо і вимогливо звучали їхні голоси, які були за об'єднання країни, за припинення міжусобних воєн.
Найталановитішим з «семи мужів» був Ван Цань (177—217). До наших днів дійшло більше двадцяти його творів, і серед них — відомі «Сім печалей». Подією в історії китайської поезії було народження п'ятистопного вірша — фу, який прийшов на зміну чотиристопному, що панував раніше. П'ятий ієрогліф наблизив поетичну мову до розмовної мови, народної пісні, з якої він і розвинувся.
Ван Цань був творцем жанру малих фу, або ліричних фу, що відрізнялися від ханських фу не тільки обсягом, а й великою увагою до людини. Ханські фу майстерно відтворювали картини природи, помпезно і часто гіперболічно описували імператорські палаци і парки, але в барвистих і яскравих описах рідко відчувалася душа їх автора: вірші були блискучі і холодні. Малі фу виникли тоді, коли в поета з'явилася нагальна потреба висловити свої почуття, своє хвилювання, інакше кажучи, поет уже був не стороннім спостерігачем, літописцем, а співучасником або навіть героєм описуваних ним подій. Зразком ліричних фу може служити вірш «Піднімаюся на вежу» — сумна розповідь про життя самого Ван Цаня у вигнанні, про його марні сподіваннях повернутися додому.
Під час жорстокої епідемії загинули Ван Цань і поети Сюй Гань (171—218), Чень Лін (160—217), Ін Чан (? −217), Лю Чжень (? −217), які також входили до групи «семи».
Одним з найсміливіших поетів був Кун Жун (153—208); мішенню своєю критики він обрав могутнього Цао Цао. «Наклеп і брехня шкодять справедливості», — писав він в одному зі своїх творів. Особливо цікаві вірші, написані поетом у в'язниці, куди заточив його Цао Цао. В них Кун Жун говорить про чесних, прямих людей, про їх благородні вчинки. Це вже зрілі п'ятистопні вірші; китайські літературознавці стверджують, що «золотий вік» п'ятистопних віршів починається з Кун Жуна і Цай Юна (133—192), широко відомого поета свого часу.
«Сім мужів» були тісно пов'язані з будинком Цао, осередком літературного життя того часу.

#### «Сім мудрих з бамбуковою гаю»
Наступний крок у розвитку п'ятистопних віршів зробили сім друзів літераторів — «Сім мудрих з бамбукового гаю». Вони поклали початок поетичному професіоналізму в Китаї.
Назва групи виникла з того, що сім друзів-літераторів, які любили усамітнення і довгі прогулянки бамбукововим гаєм, куди входили Жуань Цзі, Цзі Кан, Шань Тао, Сян Сю, Жуань Сянь, Ван Жун, Лю Лін. Багато що відрізняло їх від попередників, які якийсь час перебували під заступництвом спадкоємця престолу в Ечені (тому їх також називають «еченськими поетами»), і центром їхнього життя були зали палацу, «мудрі з бамбуковою гаю» любили самотність, тяглися до села з милими серцю гаями, горами і річками. Перші шукали опору при дворі, другі перебували до нього в опозиції.
Але, на відміну від поетів зі школи «Семи мудрих мужів», які ще сміли говорити те, що думали, поети школи «Сім мудрих з бамбуковою гаю» вже були позбавлені такої можливості: будь-яке необережне слово могло закінчитися трагічно для сміливця. Тому вони змушені були приховувати свої думки, писати туманно, скуто і неясно. Так вироблявся новий стиль.
До наших днів дійшли вірші Лю Ліна, Жуан Цзі і Цзі Кана. Останні два були видатними поетами свого часу. Як літератори вони не були схожі один на одного, але спільним для них стало схиляння перед авторитетом даоських мислителів Лао-цзи і Чжуан-цзи з їх викриттям можновладців, з їх закликом злитися з природою, відходом від суєти життя в світ гармонії і краси.
Жуан Цзі (210—263) був сином одного з «семи» поетів, Жуань Юя, і успадкував від батька «дух опору».
Творчість Жуань Цзі відрізняли глибокий ліризм і трагізм світовідчуття. Його дух опору висловлювався в переживанні за мінливість всього сущого, навіть «сонце і місяць з'являються і зникають». Алегорія та історичні паралелі прослідковуються у циклі «Співаю про свої почуття» Жуань Цзі.
Багато в чому іншим шляхом йшов Цзи Кан (223—263). З 53 віршів поета, які дійшли до нас, близько половини чотиристопні. В цьому відношенні Цзи Кан також відрізнявся від Жуан Цзі, блискучого майстра п'ятистопних віршів. Гострота його суджень, менш ніж у Жуань Цзі, приховані за туманними натяками і недомовками. Аристократів, які прийшли до влади разом з домом Сими І, він називав «личинками і п'явками», а себе порівнював із «феніксом» і «священною черепахою», символом довголіття.
Шаленне викриття жадібності можновладців, співчуття до простого селянина коштували йому життя. Помер Цзи Кан спокійно і мужньо, не відмовившись від своїх переконань. Страта його викликала розлогу петицію, яку підписали 3000 осіб, з виразом симпатії і любові до страченому.
В описуваний період великою популярністю користувався Хе Янь (пом. 249), поет і вчений, зять Цао Цао, убитий згодом у чварах з будинком Сима. Хе Янь захоплювався Лао-цзи і «Іцзін» («Книгою Змін»), стояв біля витоків «філософської поезії». Він був першим, хто став приймати складне зілля («порошок п'яти каменів») не стільки для лікування всіляких хвороб, скільки для «прояснення дрімаючого духу».

#### Поезія Шести династій
Поезію кінця III—VI століття традиційно прийнято називати поезією Шести династій, або Північних і Південних династій. Протягом усіх трьох століть відбувалося єдиноборство придворної поезії з поезією, чиєю основою і живим джерелом була народна пісенна творчість.
Головним для придворної поезії ставало відлите у витончену форму зображення маленького світу аристократії — «стогонів без причин», «безпредметних розмов» і «відчуттів прояснення духу» після прийняття збуджувального зілля, чого вчив ще Хе Янь. Однак, часто ця «витончена форма» виливалася в порожню гру словами. З іншого боку, продовжувала існувати і розвиватися поезія, перейнята народними мотивами. Представниками прихильників народних пісень були Цао Чжи, Жуань Цзі, Цзо Сі та зрілий поет Тао Юаньмін.
Наприкінці III століття, говориться в «Категоріях віршів» Чжун Жуна з притаманним їх автору постійним прагненням підсумувати імена, творили три Чжана (Чжан Кан, Чжан Се і Чжан Цзай), два Лу (Лу Цзі і Лу Юань), два Паня (Пань Юе і Пань Ні) і один Цзо (Цзо Сі). Відомі були також Чжан Хуа (232—300) і Фу Сюань (217—278), який створив в стилі пісень «юефу» вірші про тяжку долю жінок і про любов.
Найбільшим поетом з названих вище був Цзо Сі (250? −305?). Син бідняка, він все життя тяжко переживав свою бідність, висловлюючи гіркоту в чудових віршах, особливо циклі «Віршів на історичні теми», «Віршів про різне», «Живу на спокої». Цзо Сі писав про давнину, але думав невідступно про сучасність. Спочатку він прагнув до чиновницької кар'єри, до вірної служби, а прийшов до відмови від благ кар'єри, до різкої критики «іменитих людей», для яких все доступно:
|  | Ті, хто успадковує титули, товпляться на високих постах, справжні таланти животіють внизу. |

Лу Цзі (261—303) створив «Оду витонченому слову» у жанрі «фу», де показав прагнення до гармонійного злиття художньої форми з емоційним змістом.
V століття проходить під знаком панування «Поезії таємничих висловів» — модних серед аристократів віршів на теми даоської філософії. Видатним поетом та мислителем був Тао Юаньмін (365—427), творчість якого стала контрастом придворній тематиці. Він у даоській утопії «Джерело персикового квіту» висловив прагнення до свободи, простого і чистого життя. Роздуми про місце людини у світі, сенс буття в притаманні поезії Тао в знакових циклах «Повертаюсь до садів і полів», «За вином», «Читаю книгу гір і морів». Його вірші стверджують ідеал простоти і духовної свободи:
| Дружину я кличу, дітей ми беремо з собою, І в добрий до нас день гуляти далеко йдемо … |

Його поезія тала вплив на подальший розвиток китайської літератури.
В цей час впливовим літературним гуртком став Вісімь друзів з Цзінліна (Цзінлін ба ю), яскравим представником якого був Ван Жун.
Поряд з літературною поезією в III—VI столітті розвивався жанр народної пісні. Пісенні твори дійшли до нас завдяки діяльності особливого державної установи — Музичної палати, яка відала збиранням серед народу пісенних текстів і мелодій. Основна частина пісень належить до жанру любовної лірики, що виникла в середовищі городян. Північна поезія на відміну від південної різноманітніша за змістом. У ній чимало військових пісень, за стилем вона більш груба і безпосередня.

### Поезія Середніх віків (VIII—XVII ст.)

#### Поезія епохи Тан
Епоха Тан вважається «золотим віком» китайської поезії. Розквіту поезії сприяла поява в VII столітті першого великого словника літературної мови, що включав 12 158 ієрогліфів. Поезія епохи Тан традиційно ділиться на 4 великих періоди.

##### «Початок Тан»
«Початок Тан» — від заснування династії Тан (618) до кінця правління п'ятого танського імператора (712). Епоха розпочалась із удосконалення п'яти- і семискладового вірша «нової форми». На початок періоду припадає творчість Ван Цзі (585—644) і «чотирьох талантів» 2-ї пол. VII століття — Ван Бо, Ян Цзюня, Лу Чжао-ліня і Ло Біньвана.
Знаменитий твір Ван Бо «У палаці тенського князя» зберігає ще абстрагованість, барвистість і лад попередньої поезії, але вже наповнений почуттями і пейзажами, що передбачають прийдешню простоту. У Ван Бо — і самовикриття, надалі звичайне для танської поезії («… Не розводжу шовкопрядів, а одягаюся, не обробляю землю, а їх За які ж мої чесноти все це»), і співчуття людям, а не просто милування природою, і оспівування дружби («у землі між морями, коли людина нам близька, Занедбаний чи до неба, — для нас він завжди в сусідах»).
У коротких віршах поет досягає позбавленої вичурностей витонченості, що цим прославилася пізніше Танська поезія. А Лу Чжао-лінь написав вірші «Чан'ань — наслідування стародавнім», в яких блискуча столиця представлена без захоплення на противагу звичній манері «палацових віршів» Чень Цзи-ан (661—702) в цей час створює 38 віршів циклу «Враження від зустрінутого», як приклад повернення до традицій «цзяньаньського» вірша, життєвого змісту і високих ідеалів. Сформував жанр «прикордонних пісень» Ван Чжихуань (688—742). Надзвичайної емоційної та духовної сили сповнені вірші Го Чженя (656—713)

##### «Розквіт Тан»
Цей період пов'язується з правлінням імператора Сюань-цзуна (712—756), який був покровителем мистецтва. Саме цей період вважається класичним, оскільки ознаменувався появою цілого ряду геніальних поетів — Лі Бо (701—762), Ду Фу (712—770), Ван Вея (701—761), Мен Хао-жань (689—740). В цей час досягли найвищого розквіту всі мистецтва в Китаї і особливо поезія. Відомі імена понад 2200 поетів, які створили близько 49 000 поетичних творів. Склалося широке жанрове та стилістичні різноманітність в поезії, а вірші — ши здобули остаточну завершеність.
Розквіт епохи починається поезією Мен Хао-жаня (689—740), який залишив більше двохсот шістдесяти віршів, здебільшого п'ятистопних. У творчості Мен Хао-Жаня є благородство відчуженості від чиновницької метушні, є сумна радість злиття з природою, є доброта нелицемірного людського почуття.
Перший у ряду великих класиків танської епохи є Ван Вей (699—759) — не тільки чудовий поет, але й талановитий живописець. Він зумів зробити свої вірші об'ємними, наблизивши їх до картини, а картини — до вірша. У його творчості велике місце займає природа. Лі Бо (701—762) належав до числа тих небагатьох геніїв, чия творчість висловила самий таємний дух китайського народу. Збереглося понад 900 його віршів. Життя поета не вписувалася в рамки стандартів його положення. Він пішов з дому, мандрував, розвиваючи ідеал свободи. Однак у величі Лі Бо не було ні тіні зарозумілості.
З поезією Ду Фу (712—770) пов'язана тема співчуття до людини, викриття несправедливості, сорому досконалого життя перед стражденним, мотив самопожертви. В одному їх віршів останніх років Ду Фу мріє про величезний будинок, в якому знайшли б порятунок від негоди всі бідняки Піднебесної. Другом й соратником Ду Фу був інший поет Цень Цань (715—770).

##### «Середина Тан»
Період тривав від початку заколотів 756 року до середини 40-х років ІХ століття. На рубежі VIII—IX століття в Китаї з'явилася ціла плеяда талановитих поетів. В цей час жили і творили такі відомі поети як Мен Цзяо (751—814), Бо Цзюйі (772—846), Юань Чжень (779—831), Вей Ін'у (738—832?), Ду Му (803—852). У той час склалася важка ситуація в країні, яка ще більше ускладнилася набігами кочівників. Економічні реформи, проведені на початку Тан вже вичерпали себе і вся система вимагала термінової реорганізації. Конфуціанство також знаходилося в занепаді як офіційна ідеологія. Все це відбивалося і в настроях, і в темах поетів пізньої Тан. Поети присвячували свої вірші гострим політичним і соціальним питанням, не забуваючи при цьому і традиційні теми китайської поезії.
Найталановитішим поетом цього періоду був останній з великих танських поетів Бо Цзюйі (772—846). Якщо його знамениті попередники визначили свій розлад з суспільством самим своїм життям, то Бо Цзюйі вступив на шлях державної кар'єри і при кожному незалежному слові ризикував нею. Серед викривальних віршів поета центральне місце займають «Нові народні пісні» і «Цинські наспіви». У цьому напрямку також творив друг Бо Цзюйї — Лю Юйсі (772—842).

##### «Захід Тан»
Це період від 50-х років ІХ століття до падіння Танської імперії в 907 році під натиском, з одного боку, народних повстань, з іншого — через нескінченні чвари між воєначальниками. Поети часто стають у пряму опозицію до влади, нездатної приборкати конфлікти. Інша частина поетів проявляє свій протест, йдучи зі служби. Найяскравіші представники — Ло Інь., Лі Шан'ін, Хань Во, Лу Ґуймен, Ма Дай.

#### Сунська поезія
Сунська поезія має великий обсяг. В «Записках про сунські вірші», які належать Лі Е (1692—1752) згадується три тисячі вісімсот дванадцять поетів, мало не вдвічі більше, ніж відомих танських поетів. Більш збереженою виявилась і сунська спадщина. Так, наприклад, до наших днів дійшло дев'ять тисяч двісті віршів Лу Ю (1125—1210). Поезія епохи Сун успадкувала поетичні досягнення епохи Тан, але і знайшла свої власні риси. Не сталося занепаду поетичних жанрів, вони також були належно оцінені. Епоха Сун привнесла свіжі ідеї і образотворчі засоби, нові теми і жанри. У жанровому відношенні звершення були найпомітніші — в поезії утвердився жанр ци, який став виступати поряд із ши провідним жанром китайської поезії. Вірші ци спочатку вимагали пісенного виконання і складалися на певну мелодію. Ци виникли з народних пісень, які співалися співачками. Спочатку ними виконувалися народні пісні на тему кохання, а потім на відомі мелодії народних пісень поети (а часто і самі співачки) стали складати власні вірші. Однак згодом поетичний текст знайшов власну значущість і принадність і в більшості віршів мелодії втрачені, але ци продовжували створюватися відповідно до особливої, властивої виключно цьому жанру ритміко-мелодійної схеми.
Оновлення літератури періоду Сун становило одну з граней боротьби за реформи. Її очолив видатний китайський реформатор, учений, письменник і поет (майстер ци) Ван Аньши (1021—1086). Значних поетів цього напрямку був рано померлий Ван Лін (1032—1059). З громадськими пошуками пов'язана творчість лірика Лю Юна (987—1052), який створив нову, більш велику форму романсу. До нас дійшло близько двохсот його ци — більше, ніж від будь-якого із сучасників поета, — присвячених вину, коханню, природі, описів пам'яток. Лю Юн — чудовий пейзажист і видатний майстер так званих «повільних ци» (маньци) — більш великих і складних віршів, які писалися вже на поєднання кількох мелодій, послідовно змінювали одна одну. Невдаха чиновник, поет волів проводити час у веселих кварталах столиці, в суспільстві співачок і танцівниць, де його вірші набули особливої популярності, і ввійшов у народні легенди як безтурботний веселун і пустопорожнє гуляка. Але саме він створив одне з найкращих творів сунської громадянської лірики — знамениту «Пісню про солевара».
Чудовим поетом-патріотом південносунського періоду був молодший сучасник Синь Ци-цзи (1140—1207). Поет-воїн, він прославився своїми ци, з яких досі збереглося кілька сот. Синь Ци-цзи мало турбувався про музичну сторону жанру, проте, до межі розсунув його тематичні кордони.
Поет любив згадувати про свою бойовою молодість, любив заглиблюватися в історію Китаю, згадуючи самі славні і драматичні її сторінки, імена великих героїв і полководців, шукаючи в них моральної підтримки у важкі для країни часи. Його вірші про природу свіжі, безпосередні та оригінальні, незважаючи на традиційність більшості тем і образів. Прекрасні рядки Синь Ци-цзи про журавлів і чаплю, про квітучу сливі, про тишу літньої ночі:
| На кожній гілці яскраве світло місяця … Сороки потривожений політ І вітру зітхання. І у світі тиші Цвіркун-полуночник співає … — «Вночі на шляху в Хуанша» |

Інший поет Су Дунпо (1037—1101) сприяв відділенню романсу від музики і перетворенню ци в самостійний жанр. Найбільшим майстром ци була поетеса Лі Цінчжао (1084—1151).

## Сучасна поезія
Прослідкувавши історію, можна спостерігати, що в епоху пізнього Середньовіччя в Китаї та в Нову добу, в основному, розвивалась література. Новітня китайська поезія, як і новітня китайська література, починає свою історію з антиімперіалістичного і антифеодального «руху 4 травня» (1919), що заклав основи перевороту у всій китайській культурі. Група китайських прогресивних діячів повстала проти панування літератури на так званій «вень-янь» — архаїчній, книжній мові древніх канонів, яка була чужа для народу, викликаючи потребу наближення літературної мови до розмовної, до так званого «байхуа». Запровадження розмовної мови байхуа, породжувало низку проблем, пов'язаних із принципами творення поезії, її формою.

### Новітня поезія (власне новітній етап (现代文学), 1919—1949)
Період характеризується співіснуванням різних стильових начал: реалістичного, романтичного та символічного, утвердженням в період «літературної революції» нових віршів, що мали на меті ліквідувати класичні канони й адаптувати поезію до потреб часу. У другій половині 20-х років появляється на противагу верлібру новий регулярний вірш (кит.: 格律诗), започаткований Вень Ідо у трактаті «Закони поезії». Регулярний вірш мав такі жанрові ознаки: чіткі правила тонування, римування й ритміки. Поезія «4 травня» збагатилась новими жанрами, зокрема короткими віршами сяоши (кит.: 小诗). Представники, що писали у цьому жанрі: Сє Бінсінь, Лю Дабай та Цзун Байхуа.

#### Романтизм у поезії «4 травня»
У поезії «4 травня» прослідковується оспівування природи, кохання, краси і почуттів, зокрема у збірках Вень Ідо (1899—1946), Сє Бінсінь (1900—1999), Лю Дабай (1880—1932). У творчості китайських романтиків увага зосереджена на внутрішньому світі людини, фольклорі, ідеалізації людини та природи (збірка Вень Ідо «Червона свічка» («кит.: 红烛»), Лю Дабая «Піклування» («кит.: 丁宁») та «Осінні сльози» («кит.: 秋之泪»), Сє Бінсінь «Зорі» («кит.: 繁星»), «Весняні води» («кит.: 春水»), рання збірка Лю Баньнуна «Пісні Вафу» («кит.: 瓦釜集»). Поети-романтики в поезії культивували страждання, поклоніння природі. В цей час виникає об'єднання романтиків у літературну групу «Творчість». На китайську романтичну школу мав вплив європейський романтизм (з посередництва перекладів поезії Байрона, Шеллі, Гейне, Гюго та Міцкевича), як приклад свободи самовираження поетів. Найяскравішою постаттю романтичного крила поч. ХХ століття був Ґо Можо. Його творчість насичена пафосом, енергією. Го Можо привніс у поезію новий зміст, його вірші несли нові почуття, радісні надії, поет оспівував свою батьківщину, її героїв. Разом з тим він сміливо порвав зі старою формою. Його збірка «Богині» («кит.: 女神», 1921) стала синтезом традиційного та новаторського, класичного і сучасного, китайського та західноєвропейського. Поет Цзан Ке-цзя писав, що поява «Богинь» Го Можо створило епоху не тільки в новій поезії, але навіть у всій реалістичній літературі. Поетична творчість Го Можо приваблювала своїм героїчним пафосом, вірою в сили народу, спрямованістю до благородних революційних ідеалів. Го Можо з великою поетичністю і ліризмом прагнув зобразити життя суспільства і людини не тільки таким, яким воно поставало перед очима письменника, а й таким, яким воно повинно бути в суспільстві соціальної свободи і справедливості.

#### Символізм в поезії «4 травня»
У 20-30-ті роки XX століття деякі китайські митці наслідували французьку символістську школу. Символістською моделлю творчості стало об'єднання «Сучасність» («кит.: 现 代 会»). Представниками китайського символізму були: Фен Найчао (1901—1983), Му Мутянь (1900—1971), Дай Ваншу (1905—1950), Лі Цзіньфа (1990—1976). Індивідуальними особливостями китайських символістів стали остаточний відхід від національної традиції, злиття із символізмом французьким у творчості Лі Цзіньфа, безмежний сум та відчай у віршах Фен Найчао, відсутність змісту, зосередження на звукових та музикальних ефектах у поезії Му Мутяня, поєднання трьох стихій — французького символізму, вітчизняної класики і поглядів на «сучасну людину» у творах Дай Ваншу.
Знаковими творами стали: Дай Ваншу «Дощова алея» («кит.: 雨巷»), «Чотирнадцять рядків» («кит.: 十四行»), «Мелодія мандолини» («Mandoline» «кит.: 闻曼陀铃»), «Відрізаний палець» («кит.: 断指»), «Fragments», Фен Найчао «Закинутий старий храм» («кит.: 消沉的古伽蓝»), «Над білим мостом» («кит.: 外白渡桥»), «Поламана свічка» («кит.: 残烛»), Лі Цзіньфа «У машині Ліан» (кит.: 里昂车中), «Маю почуття» («кит.: 有感»).

#### Реалізм в поезії
У 1937 році почалася війна проти японських загарбників. Ці події знайшли відгук в поетичній творчості.
Найкращі поети Китаю прагнули своїми віршами, закличними піснями, натхненним поетичним словом мобілізувати народ на боротьбу за свободу. У роки війни широко поширювалися пропагандистські вірші. Вони носили різні назви: «цзетоуши» («вірші вулиці»), «цянтоу-ши» («вірші зі стін»), «чуаньданьши» («вірші-листівки»). Написані ці вірші були просто і доступно. Одним з перших зачинателів цієї поезії був поет Тянь Цзянь. Проте, часто на шпальтах відбувались суперечки між представниками реалістичної школи та школи символізму.. Традиція того часу приписувала створення віршів і Мао Цзе-дуну. Друком вийшла збірка із 18 віршів, які були видані також російською мовою.

### Новітня китайська поезія (сучасний етап 当代文学, 1949—1999 рр.)
Хронологічні межі та періодизація сучасної китайської літератури кит.: 当代文学 — 1949—1999 роки. Ці хронологічні межі сучасної китайської літератури за традиційним визначенням (1949—1999) і за концепцією були встановлені представником «нової критики» в китайському літературознавстві Чень Сяоміна (1942—1999). Етапи розвитку китайської літератури та поезії другої половини XX століття були такі:
- I етап (1942—1956): процес переходу ново-демократичної революційної літератури в літературу соціалістичну, тобто є періодом зародження останньої.
- II етап (1957—1976): 1957 року після проведення заходів «проти правого консерватизму», посилилася політична радикалізація в літературі.
- III період (1977—1989): «новий час» (кит.: 新时期), або ж прощанням з «культурною революцією» кит.: 告别«文革», визнанням недоліків і виправленням помилок (кит.: 拔乱反正).
- IV період (1990 — поч. XXI століття). Література 90-х — світ, складений із фрагментів:

1. національні традиції,
2. відповідь на запити культури масового споживача, яка виникла як наслідок розвитку ринкової економіки;
3. нова концепція суспільної ролі інтелігенції на національному підґрунті;
4. замкнутість у відчайдушно індивідуальному світі, створення неповторної за настроєм і стилем картин.

Однією із форм вираження стала «туманна поезія» (кит.: 朦胧诗) — рецепція західного символізму та імажизму. Визначальними рисами «туманної поезії» стали:
1. новаторство в області форми (виражальних засобів);
2. духовна «іншість».

Представники: молоді поети, що об‟єднались навколо рукописного журналу «Сьогодення» «кит.: 今天» — Бей Дао кит.: 北岛，Ґу Чен кит.: 顾城，Цзян Хе кит.: 江河，Шу Тін кит.: 舒婷，Ман Ке кит.: 芒克，До До кит.: 多多，Янь Лі кит.: 严厉，
Фан Чжи кит.: 方之 та ін. Ліричний герой «туманної поезії» — виразник не лише особистої бентеги і печалі, але й сильної індивідуальності, який прагне досягнути її високовартості й ваги. Психологічний настрій поезії полягає у невдоволенні життям, сумнівах і жаданнях змін; антропологізмі — визнанні цінності людської особистості, повазі до її душевних якостей та життєвої позиції. Новаторством «туманної поезії»  стала «інтровертовність» («кит.: 向内转»), тобто, погляд поетів спрямовується у внутрішній світ людини, вони не прагнуть наслідувати образ об'єктивного світу, а натомість зосередити свою увагу на передачі суб'єктивних почуттів і емоцій; важлива не об'єктивна правда, а суб'єктивна істина. Бей Дао показує образ трагічного героя, зберігаючи індивідуальний стиль — моторошне, жорстоке зображення дійсності. Знакові твори поета «Відповідь» (кит.: 回答), «Червоні вітрила» (кит.: 红帆船), «Ніч у селі» (кит.: 乡村之夜) «Таємний шлях» (кит.: 迷途). Основна риса поезія Шу Тін — проникнення в серце, де предметом зображення став її власний душевний світ. У віршах — життєва туга, прагнення ідеалу, закарбовані почуття дружби й любові, а також хвилюючі стосунки між матір‟ю і донькою. Знакові твори поетеси: «До дуба» (кит.: 致橡树), «Пік Богинь» (кит.: 神女峰). Поет Ґу Чен знаходиться в пошуках казкового світу. У віршах: краса, побачена очима дитини, пошук чистоти, тепла, гармонії й свободи. Це розкрито у творах «Безіменний квіт» (кит.: 无名的小花), «Фантазії життя» (кит.: 生命幻想曲), «Відчуття» (кит.: 感觉), «Змиг ока» (кит.: 眨眼), «Навіки прощай, могильний курган» (кит.: 永别了，墓地).